# Asiatyla ulykpani
Asiatyla ulykpani är en mångfotingart som först beskrevs av Shear 1990.  Asiatyla ulykpani ingår i släktet Asiatyla och familjen Diplomaragnidae. Inga underarter finns listade i Catalogue of Life.